# Circuito Brasileiro de Voleibol de Praia Masculino Sub-19 de 2018
O Circuito Brasileiro de Voleibol de Praia Sub-19 de 2018, também chamado de Circuito Banco do Brasil de Vôlei de Praia Sub-19, é a décima quinta edição da principal competição nacional de Vôlei de Praia na categoria Sub-19 na variante masculina, iniciado em 8 de março de 2018.

## Resultados

### Circuito Sub-19
| Evento                                                          | Ouro                                 | Prata                                    | Bronze                                   | Quarto lugar                       |
| 1ª Etapa Maceió, Alagoas 8 a 11 de março de 2018.               | Thiego Damásio Thiago Henrique Brito | Gabriel Bieler Gustavo Abreu             | Raphael Cavalcanti Pablo Henrique Acioly | Edson Neto Wudney Michel           |
| 2ª Etapa Maringá, Paraná 4 a 7 de junho de 2018.                | Thiego Damásio Thiago Henrique Brito | Gabriel Zuliani João Pedro Camargo       | Gabriel Pisco João Pedro Guimarães       | Gustavo Abreu Lucas Sampaio        |
| 3ª Etapa Vila Velha, Espírito Santo 18 a 21 de outubro de 2018. | Gabriel Pisco João Pedro Guimarães   | Raphael Cavalcanti Pablo Henrique Acioly | Johann Dohmann Lucas Sampaio             | Gabriel Zuliani João Pedro Camargo |